# Pterolophia ochraceopicta
Pterolophia ochraceopicta là một loài bọ cánh cứng trong họ Cerambycidae.